# Parafia Matki Bożej Nieustającej Pomocy w Małusach Wielkich
Parafia Matki Bożej Nieustającej Pomocy w Małusach Wielkich – parafia rzymskokatolicka, znajdująca się w archidiecezji częstochowskiej, w dekanacie Mstów, erygowana w 1979 roku.